# Эглюкалнс
Э́глюкалнс (также гора Эглю, латыш. Egļukalns — «Еловая гора») — высочайший холм Аугшземской возвышенности. Высота над уровнем моря: 220,6 м. Находится в 11 км от Даугавпилса в Свентской волости Даугавпилсского края Латвии. В 1990-х годах холм вошёл в природный парк «Свенте». Проведена экскурсионная тропа. В 2004 году на вершине была построена 24,6 метровая деревянная смотровая башня, с которой в ясную погоду можно увидеть трубы Игналинской АЭС. В 2005 году на склоне был оборудован лыжный спуск с подъёмником. Спуск был проложен по одному из участков экскурсионной тропы, поэтому тропа теперь нарушена. При строительстве лыжной базы на вершине был найден снаряд времён Первой Мировой Войны.

## Интересные факты
С древних времен на холме располагалось древнее городище. Тропа была оборудована около бывшего городища. Подобных городищ на территории Латвии было достаточно много.